# Station thermale de Jonzac
La station thermale de Jonzac est un centre thermal situé à Jonzac, petite ville du sud de la Charente-Maritime, arrosée  par la Seugne.
Disposant d’un site thermal original, étant aménagé dans d’anciennes carrières, la station thermale de Jonzac, spécialisée dans la rhumatologie, les affections respiratoires et la phlébologie, reçoit 11 000 curistes par an et est la dernière née des stations thermales du Centre-Ouest de la France.

## Le site thermal de Jonzac
Situé à l’est de la petite ville de Jonzac, au-delà de la rive droite de la Seugne, le site thermal est implanté dans d’anciennes carrières de pierre de taille qui fournissaient des pierres à cathédrale dès le Moyen Âge, puis servirent de refuge pour les Protestants persécutés après la révocation de l’édit de Nantes et, enfin, de champignonnières.
À partir des années 1980, elles ont été aménagées en station troglodytique pour l’accueil et le soin des curistes autour d’une source thermale qui jaillit des profondeurs à 62°. Il s’agit de l’unique station thermale de France à avoir été convertie dans d’anciennes carrières de pierre qui se présentent sous forme de thermes troglodytiques depuis 1986.
Le site thermal d’Heurtebise offre un décor architectural original avec ses petits modules de soins « disposés en formes de pétales ».

## Historique
L'établissement thermal de Jonzac est le plus récent centre destiné au thermalisme dans tout le Centre-Ouest de la France et fait de Jonzac une très jeune station thermale. En fait, sa création résulte davantage d'une opération fortuite puisque, à l'origine du projet, la ville cherchait à étendre son réseau de chauffage urbain grâce à la géothermie.
Lors d’un premier forage géothermique effectué en 1979 à une profondeur comprise entre 1671 et 1 874 mètres, il s’avéra que l’eau présentait des propriétés médicinales applicables en rhumatologie, ORL et phlébologie. La source fit jaillir une eau hyperthermale à 62°, sulfatée, mixte chlorurée sodique, riche en oligo-éléments. 
Une thèse fut effectuée en 1985 portant sur un essai thérapeutique sur 50 personnes atteintes de rhumatismes et permit la reconnaissance la même année par l'Académie nationale de médecine de l'efficacité de l'eau de Jonzac dans le traitement des affections rhumatismales. Le Ministère de la Santé entérina les barèmes de la Sécurité sociale pour cette station thermale en 1986.
Ceci permit l'ouverture de la  station thermale de Jonzac le 4 août 1986. 
À ses débuts, le centre thermal s’étendait sur un domaine de 3 500 m2 ; celui-ci a été porté à 5 000 m2 avec la création d'un nouveau bassin et de deux couloirs de marche. Ces réalisations ont été entreprises par la Chaîne thermale du Soleil qui a investi 4,5 millions d'euros dans le courant de l’année 2010.

## Indications thérapeutiques
Les eaux de la « Source Soenna » sont indiquées depuis le début dans le traitement des affections respiratoires, dans les soins thérapeutiques de la rhumatologie dont l’arthrose et les traumatismes des séquelles ostéo-articulaires, et depuis 2006 dans celles de la phlébologie.
Le traitement thérapeutique se fait sur plusieurs semaines avec application selon les sujets et les besoins thérapeutiques de bains de boue, de douches térébenthinées, d’aérosols manosoniques selon les toutes dernières innovations techniques de la médecine thermale.
L'ouverture de l'établissement de soins à ceux qui souffrent de problèmes veineux (phlébologie depuis 2006) a contribué à accroitre le nombre de curistes même si ceux-ci viennent majoritairement pour le traitement des rhumatismes (77 %) et des voies respiratoires (18 %) ; « l'ouverture à cette troisième pathologie a permis un certain développement ainsi que la possibilité de cures combinées ».

## La plus récente station thermale du Centre-Ouest de la France
Jonzac est la deuxième station thermale de la Charente-Maritime se classant après celle de Rochefort mais devançant celle de Saujon mais elle en est la plus récente et bénéficie de tous les avantages d'un centre de cure moderne. 
Depuis son ouverture, la station thermale de Jonzac affiche une croissance très régulière et importante des curistes ; cette expansion de la jeune station s’est surtout accélérée dans la décennie des années 2000.
Celle-ci a accueilli 7 280 curistes en 2005. En 2006, ils étaient 7 583; en 2007, leur nombre s’est fortement accru passant à 8 674. À la fin de l’année 2008, ce chiffre est passé à 9 395 curistes.
En 2010, l'établissement thermal a franchi un nouveau cap en accueillant plus de 10 300 curistes.
En 2010,  « 22 % des curistes sont issus de Poitou-Charentes, le reste vient de Bretagne, des Pays de Loire, de l'Île-de-France et du Nord. Ces cinq régions représentent 66 % de la fréquentation ». 
L’âge moyen des curistes est compris entre 60 et 70 ans et constitue le plus gros des effectifs à venir aux thermes de Jonzac. Parmi les curistes, 1 000 viennent sans prescription médicale pour la remise en forme.
Enfin, en 2011, la station thermale de Jonzac a battu un nouveau record de fréquentation avec plus de 11 000 curistes enregistrés.
Face à ce dynamisme, les thermes de Jonzac visent les 15 000 visiteurs à court terme, ce qui les classerait dans le « top 10 » des stations thermales de France.

### Repères bibliographiques
Quelques articles sur la station thermale de Jonzac
- La brochure Jonzac, la belle histoire de l'eau - éditée par la commune, parue en 2016 - p. 36
- Le Guide Vert, Poitou, Vendée, Charentes, Michelin - éditions du Voyage, parution 2010. Sur la station thermale de Jonzac, p. 460.
- Le Petit Futé Charente-Maritime 2012, le Petit Futé, Paris, 13e édition, 2012. Sur la station thermale de Jonzac, p. 180.